# Elaeocarpus conoideus
Elaeocarpus conoideus är en tvåhjärtbladig växtart som beskrevs av Paul Erich Otto Wilhelm Knuth. Elaeocarpus conoideus ingår i släktet Elaeocarpus och familjen Elaeocarpaceae. Inga underarter finns listade i Catalogue of Life.